# مهد العادية
مَهد العادية كان من المفترض أن تكون شاعرة عربية من حوالي 4000 قبل الميلاد. لكن من غير المحتمل أن تكون موجودة.
هي شخصية تاريخية تصور المزدوج (المجموعة البطولية) التي تحذر الناس من تدميرهم الوشيك من قبل الله، وفقا لتنبؤات النبي هود.

## من شعرها
يُنسب إليها الشعر الآتي، الذي تدعو فيه قومها عاد إلى الاستماع للنبي هود:

## مقتطفات أدبية
موريس فرحي، قصائد كلاسيكية للنساء العربيات ترجمة عبد الله الأدهري، 1999. ISBN 0-86356-096-2